# José I do Congo
José I (Falecido em 1785) foi o manicongo (rei) do Reino do Congo entre 1779 e 1784.

## Biografia
Com a morte de Álvaro XI da casa de Quinzala em 1779, eclodiu uma guerra entre as o governo de José I, da facção de Incondo e o pretendente Pedro V, representado por seu regente Álvaro da facção de Ambamba-Lovata. Álvaro consegue atacar e conquistar a região de Mucondo. Entretanto José se beneficia do apoio dos missionários que o ajudam após uma grande batalha em 29 de setembro de 1781 em São Salvador à frente de 30 mil homens. Esta batalha põe um fim definitivo a paz gerada pelo sistema de linhagens rotativas, estabelecido por Pedro IV após a reunificação do Congo em 1709. A capital é incendiada e após isso José I é coroado rei em 15 de dezembro de 1779. 
Com o novo governo, José I nomeia seus irmãos Afonso e André como duques de Umpemba e Unpango respectivamente. Após sua morte o trono é sucedido por Afonso V.  